# Henryk Borowik
Henryk Borowik (ur. 8 września 1893 w maj. Piaseczna, zm. po 7 lutego 1968) – podpułkownik piechoty Wojska Polskiego, działacz niepodległościowy, kawaler Orderu Virtuti Militari, w 1961 mianowany pułkownikiem przez prezydenta RP na uchodźstwie.

## Życiorys
Urodził się 8 września 1893 w majątku Piaseczna, w ówczesnym powiecie pińskim guberni mińskiej, w rodzinie Adama i Filipiny ze Żdanowiczów.
W latach 1904–1913 uczył się w Szkole Realnej w Pińsku i tam zdał egzamin maturalny. 1 sierpnia 1914 wstąpił do Włodzimierskiej Szkoły Wojskowej w Petersburgu. 1 grudnia tego roku ukończył szkołę i w stopniu chorążego został przydzielony do batalionu zapasowego Litewskiego Pułku Lejbgwardii. 17 kwietnia 1915 został wysłany do twierdzy Kowno, a po miesiącu do macierzystego pułku na froncie w rejonie Tomaszowa i Nowego Miasta. Został awansowany na porucznika Lejbgwardii. 5 kwietnia 1917 został przyjęty do I Korpusu Polskiego w Rosji i przydzielony do 2 Pułku Strzelców Polskich na stanowisko dowódcy III batalionu.
30 września 1919 roku został przyjęty do Wojska Polskiego z byłych Korpusów Wschodnich i byłej armii rosyjskiej, z zatwierdzeniem posiadanego stopnia kapitana piechoty, z zaliczeniem do Rezerwy armii i przydziałem do II batalionu wartowniczego na stanowisko dowódcy. 3 maja 1922 roku został zweryfikowany w stopniu kapitana ze starszeństwem z dniem 1 czerwca 1919 i 237. lokatą w korpusie oficerów piechoty, a jego oddziałem macierzystym był 23 pułk piechoty. W 1923 roku pełnił obowiązki dowódcy batalionu sztabowego 23 pp. 31 marca 1924 roku został awansowany na majora ze starszeństwem z dniem 1 lipca 1923 roku i 76. lokatą w korpusie oficerów piechoty. 3 października 1924 został przeniesiony do Korpusu Ochrony Pogranicza na stanowisko dowódcy 8 batalionu granicznego w Stołpcach. W grudniu 1928 roku został przeniesiony z KOP do 20 pułku piechoty w Krakowie na stanowisko dowódcy batalionu. W kwietniu 1932 roku został przeniesiony do 12 pułku piechoty w Wadowicach na stanowisko dowódcy III batalionu detaszowanego w Krakowie. W czerwcu 1933 został przeniesiony na stanowisko komendanta placu Nowa Wilejka. 30 marca 1934 roku został zwolniony z zajmowanego stanowiska z pozostawieniem bez przynależności służbowej i równoczesnym oddaniem do dyspozycji dowódcy Okręgu Korpusu Nr V. Z dniem 30 czerwca 1934 został przeniesiony w stan spoczynku.
Po wybuchu II wojny światowej, kampanii wrześniowej i agresji ZSRR na Polskę z 17 września 1939 jako major w stanie spoczynku został aresztowany przez Sowietów, a od 1940 był osadzony w obozie jenieckim NKWD w Griazowcu. Po odzyskaniu wolności wstąpił do Polskich Sił Zbrojnych w ZSRR i w stopniu podpułkownika pełnił stanowisko dowódcy batalionu ciężkich karabinów maszynowych 28 pułku piechoty, istniejącego na przełomie 1941/1942. Później został oficerem Polskich Sił Zbrojnych.
Po wojnie pozostał na emigracji w Wielkiej Brytanii. W 1961 został mianowany pułkownikiem w korpusie oficerów piechoty. Zarządzeniem Prezydenta RP na uchodźstwie Augusta Zaleskiego z dnia 7 września 1963 został powołany na członka Rady Rzeczypospolitej Polskiej. Był także powoływany przez Prezydenta RP na członka Kapituły Orderu Virtuti Militari 7 marca 1962, 7 lutego 1968.
Henryk Borowik był żonaty, dzieci nie miał.

## Ordery i odznaczenia
- Krzyż Srebrny Orderu Wojskowego Virtuti Militari[29] nr 4896 (1896)[a] – 1921[30]
- Krzyż Walecznych czterokrotnie[31]
- Amarantowa wstążka[5]
- Złoty Krzyż Zasługi – 3 maja 1958[32]
- Medal Niepodległości – 27 czerwca 1938 „za pracę w dziele odzyskania niepodległości”[33]
- Srebrny Krzyż Zasługi – 5 kwietnia 1928 „za zasługi w służbie granicznej”[34]
- Medal Pamiątkowy za Wojnę 1918–1921[31]
- Medal Dziesięciolecia Odzyskanej Niepodległości[31]
- Medal Zwycięstwa[31]
- Order Świętego Włodzimierza 4 stopnia[5] – 26 września 1916[6]
- Order Świętego Stanisława 3 stopnia z mieczami i kokardą – 11 czerwca 1916[6]
- Order Świętej Anny 4 stopnia z napisem „Za odwagę” – 13 września 1916[6]
- Odznaka Pamiątkowa I Korpusu Polskiego w Rosji[35]